# Cầu Đồng Nai
Cầu Đồng Nai là một cây cầu đường bộ quan trọng nằm tại km 1872 + 579 thuộc Quốc lộ 1, bắc qua sông Đồng Nai, nối thành phố Biên Hòa (tỉnh Đồng Nai) và thành phố Dĩ An (tỉnh Bình Dương), Việt Nam. Cầu có chiều dài 453,9 m, được thiết kế phần xe chạy 16 m với 4 làn xe, lề dành cho người đi bộ hai bên rộng 3,6 m.

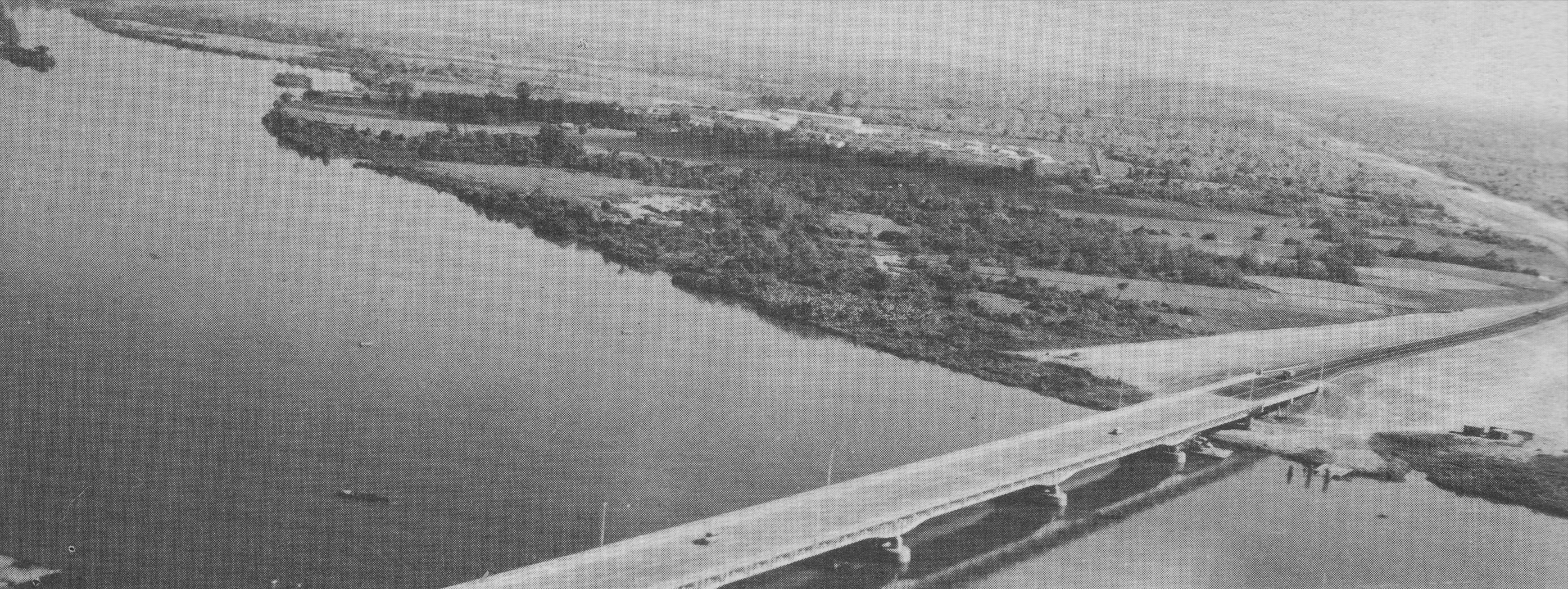
Cầu Đồng Nai trên Xa lộ Biên Hòa thời Việt Nam Cộng hòa

Được xây dựng từ năm 1964, cây cầu hiện nay đã có dấu hiệu xuống cấp mặc dù là tuyến giao thông huyết mạch với hơn 44.000 lượt xe mỗi ngày. Có cảnh báo cầu có thể bị sập bất cứ lúc nào. Hiện tại, dự án xây dựng cầu Đồng Nai 2 nằm song song với cây cầu đã được tiến hành để có thể thay thế một phần tải trọng cho cầu Đồng Nai cũ.

## Cầu Đồng Nai 2
Tháng 6 năm 2008, Công ty Cổ phần Đầu tư và Xây dựng Cầu Đồng Nai (thuộc Tổng công ty Xây dựng số 1 - CC1) đã khởi công xây dựng cầu Đồng Nai mới (cầu Đồng Nai 2) theo hình thức BOT. Cầu Đồng Nai 2 dài 461 m, cách cầu Đồng Nai cũ 3 m về phía thượng nguồn. Cầu có sáu nhịp bê tông cốt thép dự ứng lực, bề rộng 20 m với năm làn xe và độ thông thuyền là 7 m. Cầu này nằm trong dự án "Đầu tư xây dựng cầu Đồng Nai mới và tuyến hai đầu cầu" với tổng kinh phí 1.877 tỷ đồng (trong đó vốn BOT 1.255 tỷ đồng; vốn ngân sách Nhà nước 622 tỷ đồng). Dự án gồm cầu Đồng Nai 2, cầu vượt Tân Vạn (trên xa lộ Hà Nội theo hướng Biên Hòa về Thành phố Hồ Chí Minh, đường gom chui dưới cầu), hầm chui (nằm trên quốc lộ 1 hướng từ Thành phố Hồ Chí Minh về Biên Hòa), nút giao Vũng Tàu (dài 1,6 km, kết nối các tuyến xa lộ Hà Nội, quốc lộ 51, tuyến tránh Biên Hòa) và nút giao Tân Vạn (dài khoảng 1 km, kết nối giữa xa lộ Hà Nội, Tỉnh lộ 16, Tỉnh lộ 747 hiện hữu và vành đai 3, đường vào cụm cảng Đồng Nai trong tương lai).